# Cora Stephan

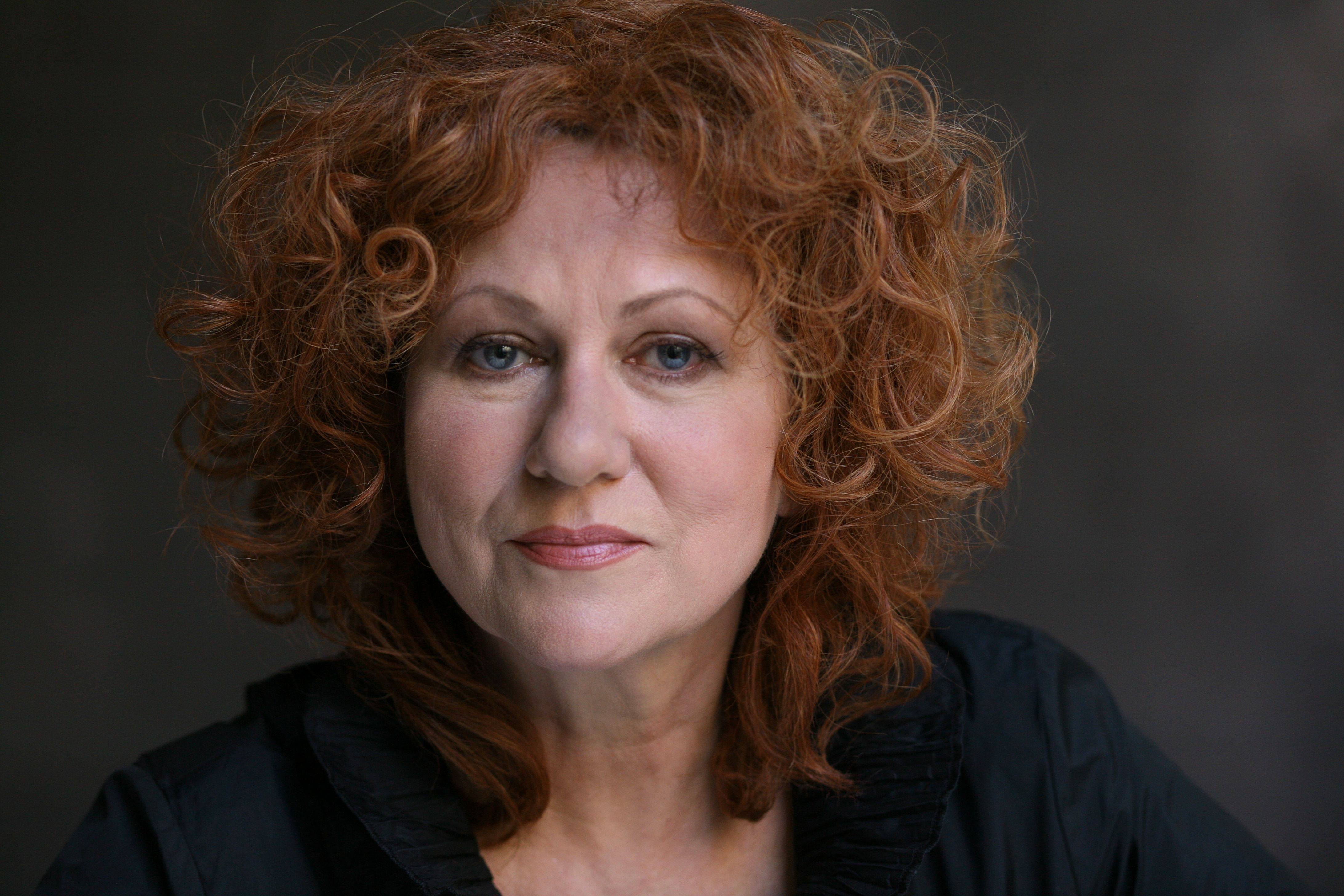
Cora Stephan 2008

Cora Stephan (* 7. April 1951 in Bad Rothenfelde) ist eine deutsche Publizistin und Schriftstellerin. 1998 erschien ihr erster Kriminalroman unter dem Pseudonym Anne Chaplet, 2010 das erste Buch als Sophie Winter.

## Leben
Stephan wuchs in Osnabrück auf und legte ihr Abitur am Gymnasium Halepaghen-Schule in Buxtehude ab. Sie studierte in Hamburg und Frankfurt am Main und schloss das Studium 1973 mit dem Staatsexamen für das Lehramt ab. Nach einem weiteren Studium der Politikwissenschaften, Volkswirtschaftslehre und Geschichte promovierte sie 1976 über das Thema „Die Geschichte der deutschen Sozialdemokratie im 19. Jahrhundert“.
Von 1976 bis 1984 nahm sie einen Lehrauftrag an der Johann-Wolfgang-Goethe-Universität in Frankfurt am Main wahr. Von 1979 bis 1981 wirkte sie beim Sogenannten Linksradikalen Blasorchester mit. Zudem arbeitete sie als Lektorin, u. a. für den Suhrkamp-Verlag, und als Übersetzerin und Rundfunkmoderatorin. 1980 war sie Redakteurin beim Pflasterstrand, 1983 Kulturredakteurin beim Hessischen Rundfunk und von 1985 bis 1987 Korrespondentin im Bonner Büro des Spiegel. Seit 1987 arbeitet sie als freie Buchautorin, Essayistin, Kommentatorin und Vortragende.
Sie schrieb für viele deutschsprachige Tages- und Wochenzeitungen sowie (bis 2000) für Zeitschriften wie das Kursbuch und den Merkur sowie für das liberale Autoren- und Debattenmagazin Schweizer Monat. Bis Anfang 2017 schrieb sie eine zweiwöchentliche Kolumne für die Wirtschaftswoche Online. Sie schrieb bis Juni 2018 außerdem für die Neue Zürcher Zeitung. Ferner gehört sie zu den regelmäßigen Autoren des Weblogs Die Achse des Guten und ist Gastautorin beim Magazin Tichys Einblick. Wiederholt wurden Beiträge von Stephan im Magazin Eigentümlich frei veröffentlicht, das einer Schnittmenge zwischen Libertarismus und neuer Rechter zugeordnet wird. Hinzu kommen zahlreiche Radiobeiträge, unter anderem im Deutschlandradio und beim NDR.
Daniela Janser zählt die späte Cora Stephan in der linken schweizerischen Wochenzeitung WOZ zur Neuen Rechten.
Stephan war eine der Erstunterzeichnenden der Gemeinsamen Erklärung 2018 gegen die Flüchtlingspolitik der deutschen Bundesregierung, ließ sich aber später wieder von der Liste streichen. Nach Recherchen von Martin Machowecz gehört sie auch zum hinter dieser Erklärung stehenden Kreis rund um dessen Gründer Jörg Baberowski, dem auch Thilo Sarrazin, Matthias Matussek, Monika Maron, Vera Lengsfeld und Junge-Freiheit-Chefredakteur Dieter Stein angehören. Regelmäßiger Treffpunkt der Gruppe ist die Bibliothek des Konservatismus, deren Stiftungsvorstand Stein vorsitzt.
Stephan lebt in Ilsdorf im Vogelsbergkreis und in Laurac-en-Vivarais (Südfrankreich). Sie ist Mitglied der Friedrich A. von Hayek-Gesellschaft.

## Werke und Rezeption
Warnfried Dettling schrieb über Neue deutsche Etikette: „Gut gebrüllt, Löwin... Cora Stephan hat ein anregendes Buch geschrieben. Die politischen Sitten, deren Verfall sie beklagt, brauchen nicht, da hat sie recht, die offene oder verdeckte Inthronisation einer alten oder neuen Moral.“
Stephans Buch „Der Betroffenheitskult“ (1993) zeigt nach Meinung des ehemaligen Verteidigungsministers Thomas de Maizière, dass man Sicherheitspolitik „weder nur nach dem Prinzip der Betroffenheit noch mit Verdrängung, dem anderen Extrem, gestalten“ kann.
Bereits 1998, meinte für den „Spiegel“ Barbara Supp, „feiert die Publizistin Cora Stephan das Ende des Pazifismus und lobt“ in ihrem Buch Das Handwerk des Krieges „den 'maßvollen Krieg'“. Er sei domestizierbar, man könne "die Bestie" an die Kette legen wie einen Haushund und gelegentlich loslassen, wenn es dem Staatswesen diene. Der Historiker Jost Dülffer beschrieb Stephans Buch als einen „wichtigen Beitrag“ zum Nachdenken über den Krieg: „Bei Streifzügen durch die Weltgeschichte stellt die Autorin fest: Überall dort, wo Leidenschaften und Ideologien vertreten wurden, wurde Krieg besonders grausam“.
Im Jahr 2011 veröffentlichte sie mit dem Buch Angela Merkel. Ein Irrtum eine „persönliche Abrechnung“ mit der Bundeskanzlerin. Arno Widmann befand dazu in der Frankfurter Rundschau, dass die Autorin nicht mit Merkel abrechne, sondern mit dem Bild, das sie sich von der Kanzlerin gemacht habe. Leser, die die frühere Begeisterung Stephans für Merkel nicht kennen, würden mit dem Buch nicht viel anfangen können. Er bemängelte zudem Stephans „schrillen Sound“ und „Aufgeregtheit“. Wolfgang Storz kritisierte, eigentlich habe die Autorin gar kein Buch über die Politikerin geschrieben, sondern „ein Manifest, gespickt mit Plattitüden“. Hans Peter Schütz befand 2011 im Magazin Stern: „Ein in seiner Stringenz beeindruckendes Buch – für alle jene, die wie Stephan einmal an die Reformkanzlerin glaubten oder an die Klimakanzlerin... Eine Pflichtlektüre für all jene, deren politischer Horizont und Sprache nicht durch die Messlatte der immerwährenden politischen Korrektheit begrenzt wird“. Für den damaligen Herausgeber des Handelsblatts, Gabor Steingart, war das Buch ebenfalls „eine notwendige Zumutung für die Kanzlerin“.
Ebenfalls in Angela Merkel. Ein Irrtum bezeichnete sie Wärmedämmung als „Burka für das Haus“. Sie beschwor den „Zauber, den Tradition, Rituale, Selbstfeier vermitteln können“, und forderte den Mut zu „vaterländischen Vokabeln“.
Stephan befand 2011, der Sozialstaat sei „institutionalisierte Verschwendung“, wofür der Staat zu viel ausgäbe, wobei sie allerdings nur das Arbeitslosengeld II im Auge hatte, das sie zunächst für zu üppig erklärte. Als Steuerzahlerin frage man sich, "warum man da nicht gleich hartzen" gehe. Im nächsten Schritt jedoch beklagte sie, nur die Hälfte der Mittel ginge an die Bedürftigen, die andere aber an die Verwaltung, an „die Armutsindustrie“ und an klagende Anwälte.
Im Jahr 2016 erschien ihr autobiographisch gefärbter Roman Ab heute heiße ich Margo, in dem für die NZZ-Rezensentin Claudia Schwartz die Umbrüche der deutsch-deutschen Geschichte mit dem Überlebenskampf der Heldin zu einer Sittengeschichte des 20. Jahrhunderts verschmelzen. Den Weg der Heldin zeichne Stephan in aller Ambivalenz, anrührend, aber nicht sentimental, so dass sie lange in Erinnerung bleibe.

## Auszeichnungen
- 1985: Elisabeth-Selbert-Preis
- 2001 und 2004: Deutscher Krimipreis
- 2003: Radio Bremen Krimipreis

## Veröffentlichungen

### Sachbücher
Unter ihrem bürgerlichen Namen
- Genossen, wir dürfen uns nicht von der Geduld hinreißen lassen! Aus der Urgeschichte der Sozialdemokratie 1862–1878, Frankfurt am Main 1977.
- Ausgewählte Reden und Schriften August Bebels in zwei Bänden. Frankfurt am Main 1981
- Zwischen den Stühlen oder über die Unvereinbarkeit von Theorie und Praxis. Schriften Rudolf Hilferdings (1904–1940), Bonn-Bad Godesberg 1982
- Infrarot. Wider die Utopie des totalen Lebens. Zur Auseinandersetzung mit "Fundamentalopposition" und "neuem Realismus". Rotbuch Verlag, Berlin 1983. (als Hrsg. gemeinsam mit Matthias Horx, und Albert Christian Sellner)
- Ganz entspannt im Supermarkt: Liebe und Leben im ausgehenden 20. Jahrhundert. Rotbuch, Berlin 1985, ISBN 3-88022-300-9.
- Weiterhin unbeständig und kühl: Nachrichten über die Deutschen. Rowohlt, Reinbek 1988, ISBN 3-498-06220-4.
- Wir Kollaborateure. Der Westen und die deutschen Vergangenheiten. Rowohlt, Reinbek 1992, ISBN 3-499-13218-4 (als Hrsg.)
- Der Betroffenheitskult: Eine politische Sittengeschichte. Rowohlt Berlin, Berlin 1993, ISBN 3-87134-075-8.
- Neue deutsche Etikette. Rowohlt Berlin, Berlin 1995, ISBN 3-87134-217-3.
- Das Handwerk des Krieges. Rowohlt Berlin, Berlin 1998, ISBN 3-87134-370-6.
- Angela Merkel, ein Irrtum. Knaus, München 2011, ISBN 978-3-8135-0416-3.
- Lob des Normalen. Vom Glück des Bewährten. Finanzbuchverlag, München 2021, ISBN 978-3-95972-400-5.

### Belletristik
Als Cora Stephan
- Ab heute heiße ich Margo. Kiepenheuer & Witsch, Köln 2016, ISBN 978-3-462-04895-7.
- Margos Töchter. Kiepenheuer & Witsch, Köln 2020, ISBN 978-3-462-32090-9.
- Über alle Gräben hinweg : Roman einer Freundschaft, Köln : Kiepenheuer & Witsch, 2023, ISBN 978-3-462-00047-4

Als Anne Chaplet
- Caruso singt nicht mehr. Kunstmann, München 1998, ISBN 3-88897-192-6.
- Wasser zu Wein. Kunstmann, München 1999, ISBN 3-88897-213-2.
- Nichts als die Wahrheit. Kunstmann, München 2000, ISBN 3-88897-245-0.
- Die Fotografin. Kunstmann, München 2002, ISBN 3-88897-292-2.
- Schneesterben. Kunstmann, München 2003, ISBN 3-88897-336-8.
- Russisch Blut. Piper, München 2004, ISBN 3-492-27072-7.
- Sauberer Abgang. Kunstmann, München 2006, ISBN 3-88897-424-0.
- Doppelte Schuld. Piper, München 2007, ISBN 978-3-492-27073-1.
- Schrei nach Stille. List, Berlin 2008, ISBN 978-3-471-77282-9.
- Erleuchtung. List, Berlin 2012, ISBN 978-3-471-77283-6.
- In tiefen Schluchten. Kiepenheuer & Witsch, Köln 2017, ISBN 978-3-462-31661-2.
- Brennende Cevennen: Ein Kriminalroman aus dem Süden Frankreichs. Kiepenheuer & Witsch, Köln 2018, ISBN 978-3-462-05075-2.

Als Sophie Winter
- Filou. Ein Kater sucht das Glück. Page & Turner, München 2010, ISBN 978-3-442-20370-3.
- Filou. Ein Kater auf Abwegen. Page & Turner, München 2012, ISBN 978-3-442-20397-0.
- Filou. Ein Kater rettet die Liebe. Page & Turner, München 2013, ISBN 978-3-442-20416-8.

Von einigen ihrer Romane als Anne Chaplet und Sophie Winter gibt es Übersetzungen ins Dänische, Koreanische und ins Japanische.

### Hörbücher (Auszug)
- Doppelte Schuld. Hörbuch Hamburg, 2007, gekürzt, 6 CDs gelesen von Andrea Sawatzki 470 Min., ISBN 978-3-89903-293-2.

### Hörspiele (Auszug)
- Caruso singt nicht mehr. Bayerischer Rundfunk, 2003.
- Nichts als die Wahrheit. Hörspiel in zwei Teilen. Mit Gert Heidenreich, Krista Posch, Stephan Bissmeier, Axel Milberg, Ernst Jacobi, Eva Gosciejewicz, Christiane Roßbach, Franziska Ball, Michael Tregor, Oliver Stritzel, Heiko Ruprecht, Kornelia Boje, Marion Breckwoldt, Michael Habeck, Paul Herwig, Rudolf Kowalski u. a. Komposition: Pierre Oser, Bearbeitung und Regie: Walter Adler. Bayerischer Rundfunk, 2005. Als Podcast/Download im BR Hörspiel Pool.[20]
- Schneesterben. Bayerischer Rundfunk, 2006.
- Tod unterm Hellweg. Westdeutscher Rundfunk Köln, 2010.

### Filme
- 1978 Das Sozialistengesetz, mit Henning Burk, 55 Minuten, WDR
- 1998 Blutopfer. Über den Ersten Weltkrieg, 55 Minuten, Arte[21]